# Myristica malabarica
Myristica malabarica là một loài thực vật thuộc họ Myristicaceae. Đây là loài đặc hữu của Ấn Độ. Chúng hiện đang bị đe dọa vì mất môi trường sống.
Tiếng Hindi, cây này được gọi là "rampatri", và được dùng trong y học truyền thống Ayurveda. Chúng được cho là có khả năng chống ung thư và viêm nhiễm.